# Viru-Nigula
Viru-Nigula (dt. Maholm) ist eine Landgemeinde im estnischen Kreis Lääne-Viru mit einer Fläche von 234,05 km² und hat 5.640 Einwohner (1. Januar 2025). Sie umfasst seit einer Fusion auch die ehemalige
Gemeinde Aseri.

## Gliederung
Neben dem Hauptort Viru-Nigula (381 Einwohner) umfasst die Gemeinde die Orte Aseri, Aasukalda, Aseriaru, Iila, Kabeli küla, Kaliküla, Kalvi, Kanguristi, Kestla, Kiviküla, Koila, Koogu, Kõrkküla, Kõrtsialuse, Kunda küla, Kurna, Kutsala, Kuura, Letipea, Linnuse, Mahu, Malla, Marinu, Metsavälja, Nugeri, Ojaküla, Oru, Paasküla, Pada, Pada Aruküla, Pikaristi, Pärna, Samma, Rannu, Selja, Siberi küla, Simunamäe, Toomika, Tüükri, Unukse, Varudi, Vasta und Võrkla.

## Sehenswürdigkeiten
- Etwa 0,5 km östlich von Viru-Nigula befindet sich die Ruine der Marienkapelle aus dem 13. Jahrhundert. Sie wurde vermutlich am Ort der Schlacht errichtet, in der am 18. Februar 1268 Russen, Dänen und Deutsche aufeinandertrafen.
- Die evangelische Nikolauskirche von Viru-Nigula mit mittelalterlichem Turm aus dem 14. Jahrhundert. Sie wurde 1901 stark umgebaut.
- Herrenhaus Pöddes in Kalvi, erbaut von 1910 bis 1913
- Herrenhaus Malla, am 7. September 2018 abgebrannt
- Herrenhaus Waschel in Vasta, erbaut um 1800

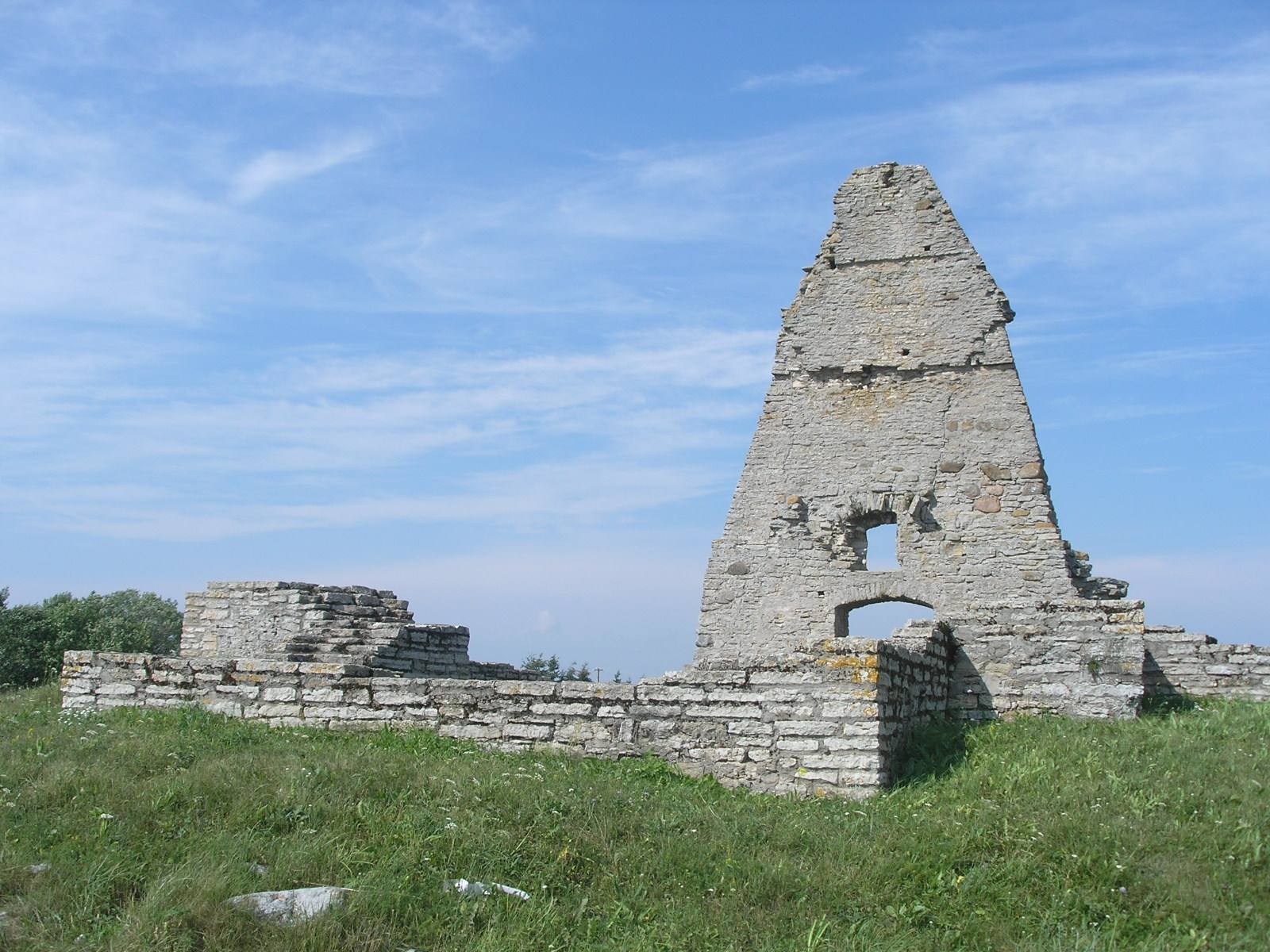
Ruine der Marienkapelle
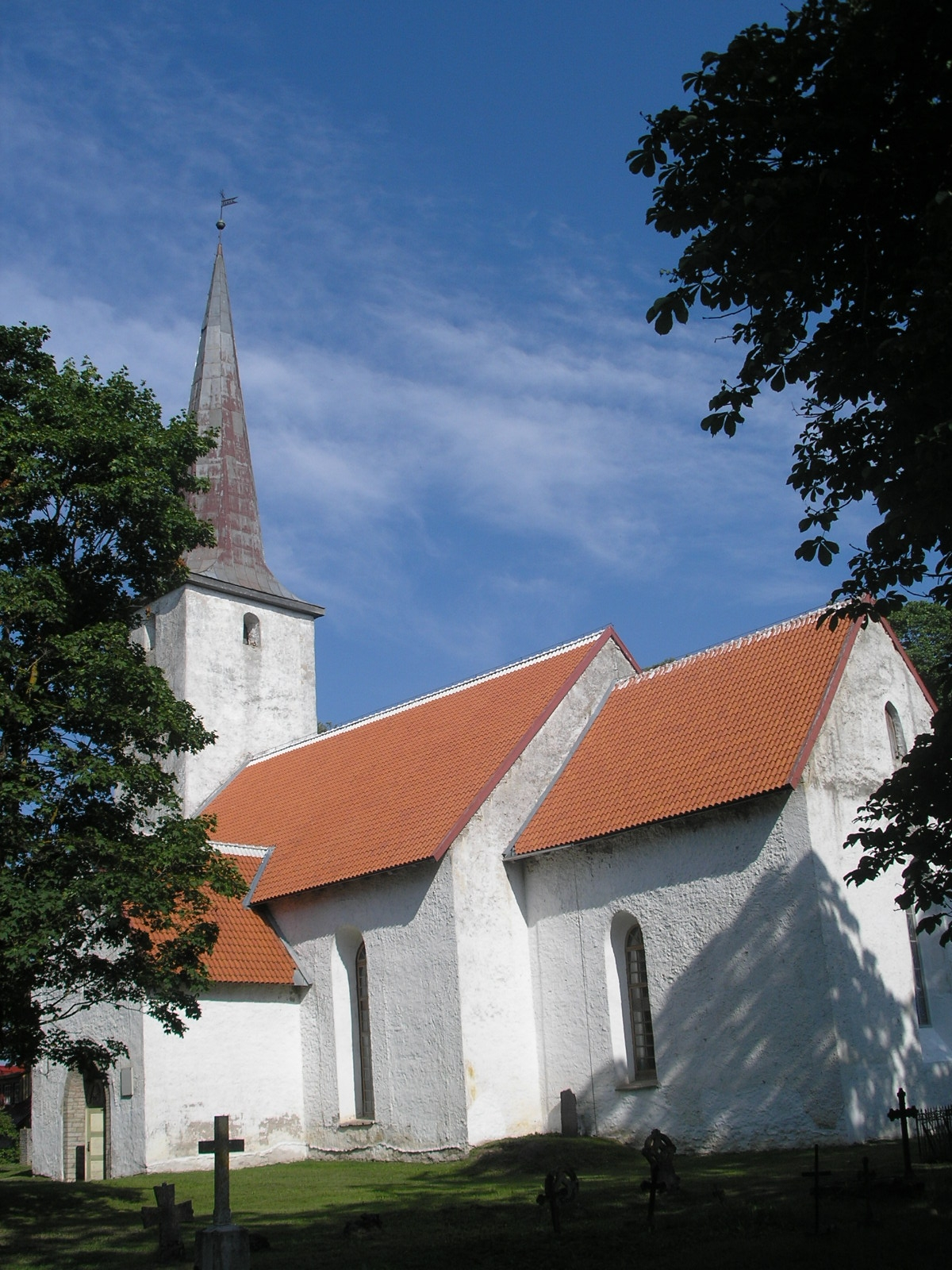
Evangelische Kirche
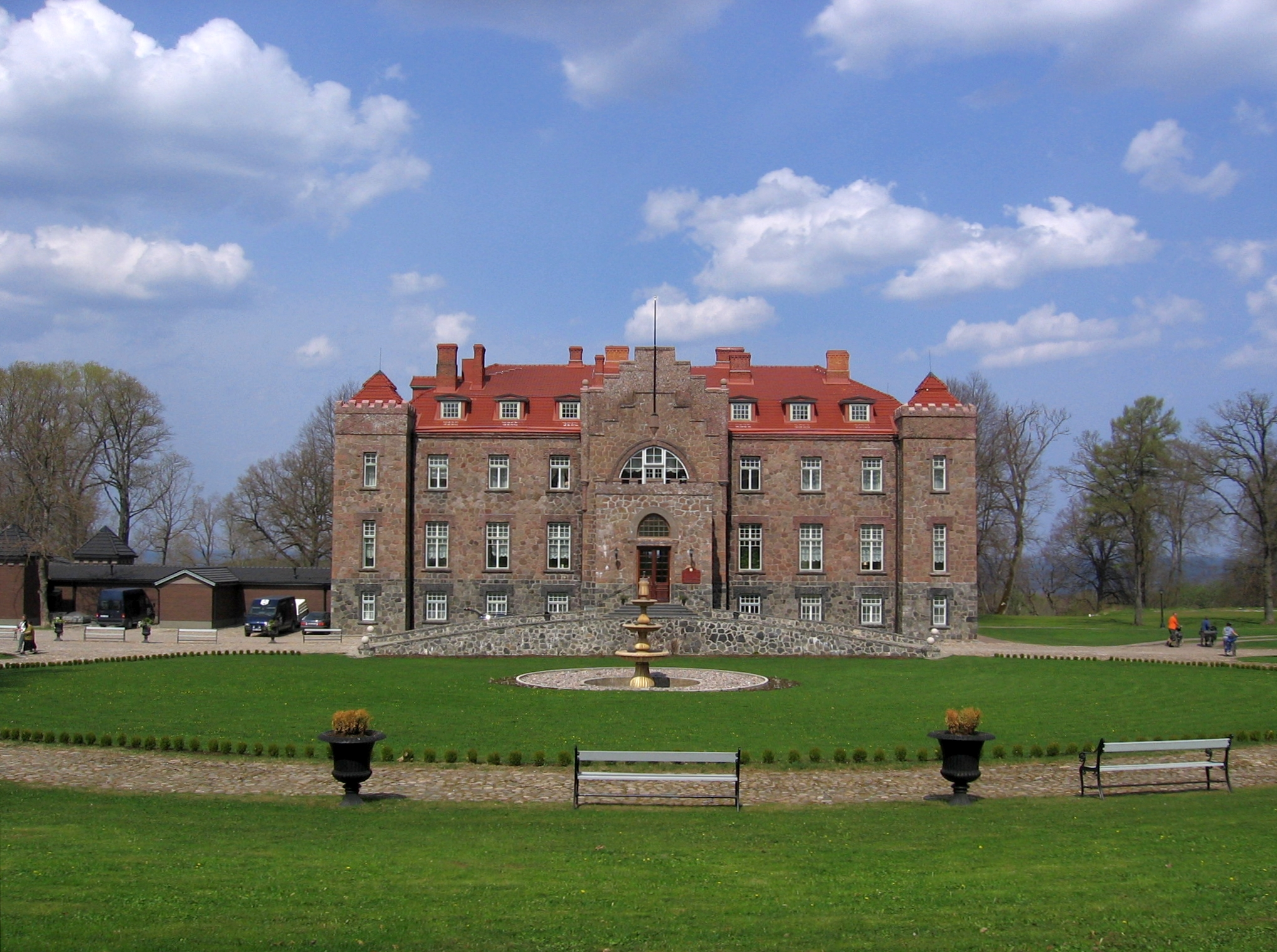
Herrenhaus Pöddes in Kalvi
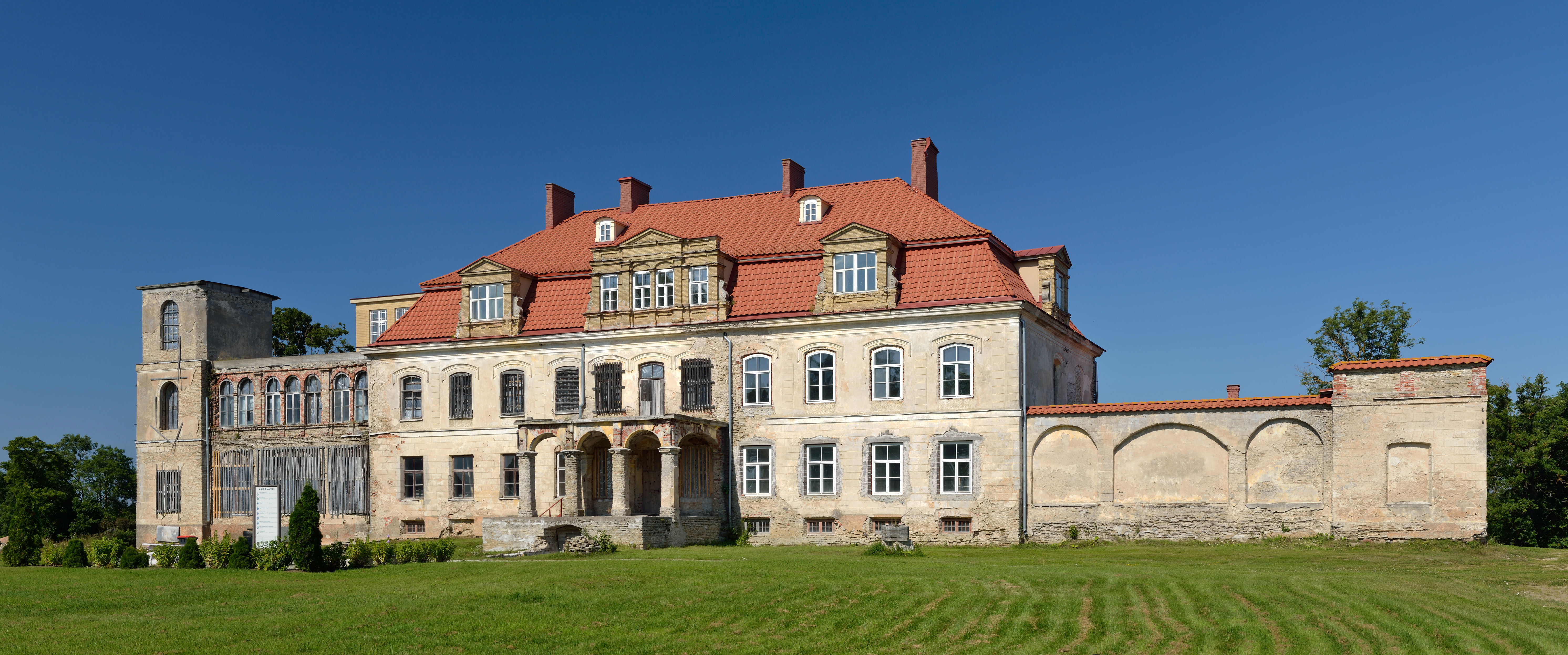
Herrenhaus Malla 2021
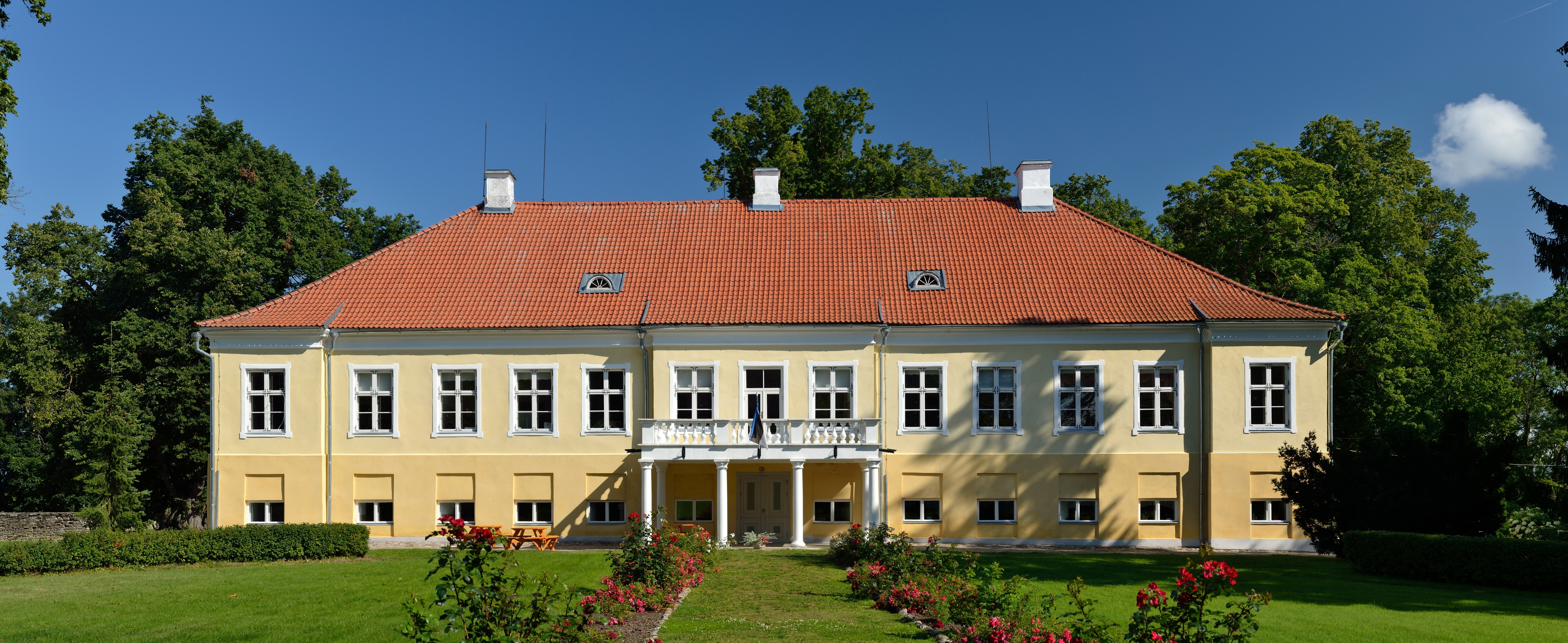
Herrenhaus Waschel in Vasta